# Alonso Bernardo de los Ríos y Guzmán
Alonso (o también Alfonso) Bernardo de los Ríos y Guzmán (Granada, 1626 - 5 de octubre de 1692) fue un prelado católico, religioso trinitario calzado, arzobispo de Granada (1677-1692), obispo de Ciudad Rodrigo (1671-1677) y obispo de Santiago de Cuba (1668-1669).

## Biografía
Perteneciente a la familia de los condes de Gabia, Alonso Bernardo de los Ríos y Guzmán nació circunstancialmente en Granada, en 1626. Ingresó a la Orden de la Santísima Trinidad, donde profesó el 1 de junio de 1943. No se sabe la fecha de su ordenación sacerdotal. En la Orden Trinitaria fue ministro de las casas de Baeza, Úbeda y Córdoba, elegido ministro provincial de la provincia de Andalucía (1661-1666). El 5 de marzo de 1666, ante los problemas del general francés, Pedro Marcier, con las provincia española, el papa lo nombró visitador apostólico de la Orden en España. El 17 de septiembre de 1668 fue nombrado obispo de Santiago de Cuba, por el papa Clemente IX. Fue consagrado obispo por imposición de manos de Antonio Sanz Lozano, obispo de Cartagena de Indias. El 16 de noviembre de 1671, fue nombrado obispo de Ciudad Rodrigo, por el papa Clemente X.
El 13 de septiembre de 1677, el papa Inocencio XI lo nombró arzobispo de Granada, cargo del que tomó posesión el 1 de diciembre de 1677.
De carácter magnánimo y generoso, reunió un hospicio fundado en la parroquia de Santa Ana por doña Francisca de Mendoza y otra fundación semejante creada en el hospital del Refugio, en el Colegio de Niñas Nobles, institución dedicada a la educación de niñas de noble linaje, huérfanas y pobres, con gran arraigo en Granada hasta tiempos recientes. Igualmente elevó su dotación económica, permitió la asistencia de otras niñas que se costearan la alimentación y lo instaló en una casa palacio construida a finales del siglo XV que había pertenecido a García Ponce de León, situada frente al pie de la torre de la catedral.
Mandó construir una ermita en las afueras de Granada dedicada a San Juan Bautista, la actual iglesia de San Juan de Letrán, como acción de gracias por la curación de una enfermedad. También hizo importantes donaciones a la catedral y al Colegio de San Miguel, que trasladó a edificios situados junto al convento de San Agustín.
Falleció el 5 de octubre de 1692 y fue enterrado en la cripta de la catedral de Granada.